# Csutak Vilmos
Csutak Vilmos (Zágon, 1878. november 6. – Sepsiszentgyörgy, 1936. május 14.) magyar történész, helytörténész. Csutak Csaba református lelkész és szakíró apja.

## Életpályája
A kolozsvári egyetemen történelem és latin szakos tanári diplomát szerzett, 1903-tól a sepsiszentgyörgyi Székely Mikó Kollégium tanára, 1916-tól igazgatója. A Székely Nemzeti Múzeum őre, majd igazgatója (1916-36). Bécsben, Budapesten és a Székelyföldön végzett levéltári kutatások alapján főleg helytörténeti tanulmányokat írt.
A helyi sajtóban, továbbá az Erdélyi Helikon, Erdélyi Irodalmi Szemle, Erdélyi Múzeum, Ifjú Erdély hasábjain Háromszék vármegye, a Székely Mikó Kollégium, az erdélyi református egyház s a kuruc mozgalmak múltját tárta fel; szerkesztésében jelent meg az Emlékkönyv a Székely Nemzeti Múzeum 50 éves jubileumára című gazdag művelődéstörténeti és természettudományi cikkgyűjtemény (Sepsiszentgyörgy 1929), amelynek a magyar szerzők mellé román és szász szakembereket is megnyert munkatársakul; ő maga itt A Székely Nemzeti Múzeum alapítása és gyűjteményeinek ötvenéves fejlődése, Bujdosó kurucok Moldvában és Havasalföldön 1707-11-ben és A székely nép s a Székelyföld bibliográfiája című tanulmányokkal szerepel. A Székely Nemzeti Múzeum története és jelentősége című forrásértékű tanulmánya az EME sepsiszentgyörgyi 1933-as vándorgyűlésének emlékkönyvében jelent meg.
Közösség és művelődés címen Csutak Vilmos írásaiból jelentett meg válogatást Egyed Ákos összeállításában a bukaresti Kriterion Kiadó 1993-ban és 1997-ben.

## Emlékezete
2011-ben, halálának 75. évfordulója alkalmából a sepsiszentgyörgyi Székely Mikó Kollégium előtt felavatták egész alakos szobrát.